# Hans von Benda

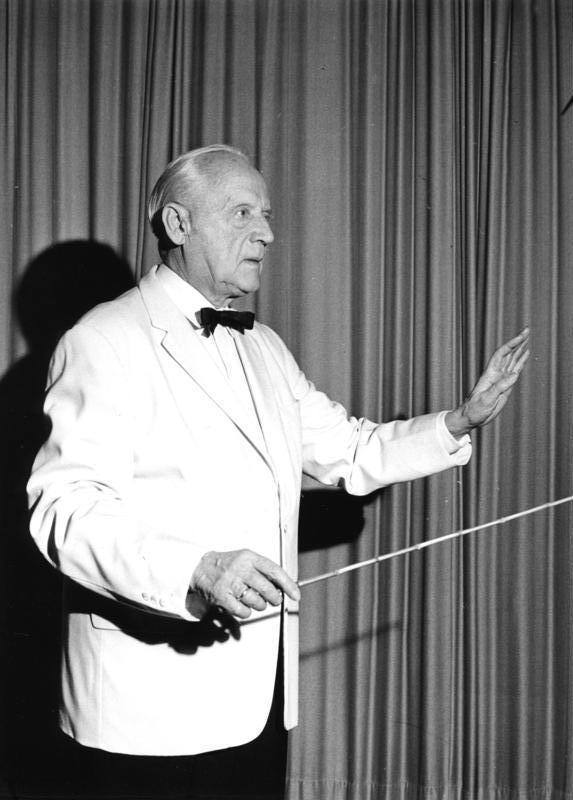
Hans von Benda.

Hans von Benda (Estrasburgo, entonces perteneciente a Alemania, 22 de noviembre de 1888-Berlín, 13 de agosto de 1972) fue un director de orquesta alemán.
Descendiente directo del compositor dieciochesco Franz Benda, la carrera musical de Hans von Benda coincidió con la de otros maestros alemanes extraordinarios, como Wilhelm Furtwängler, Otto Klemperer o Hans Knappertsbusch. 
En 1905 ingresó en la Escuela de Cadetes del Ejército Prusiano en Berlín, donde fundó una orquesta con sus compañeros. Tras licenciarse en 1910, estudió violín en el Conservatorio Stern de Berlín. Hizo también estudios de musicología con  Hermann Kretzschmar y Max Friedländer en la Universidad Friedrich Wilhelm, y, más tarde, con Theodor Kroyer y Adolf Sandberger en la Universidad de Múnich.
Fue director musical de la Radio de Berlín de 1926 a 1934. Entre 1935 y 1939 fue nombrado director artístico de la Orquesta Filarmónica de Berlín, de la que era director musical Wilhelm Furtwängler. 
Benda se afilió al Partido Nazi, quizá por miedo a que el régimen considerara que sus raíces checas le hicieran sospechoso de no ser lo suficientemente ario. Esta filiación política le hizo caer en cierto descrédito fuera de Alemania. Tras la Segunda Guerra Mundial, Benda declaró en los procesos de desnazificación y aseguró que Furtwängler había protegido a los judíos durante la persecución.
Se instaló en España entre 1948 y 1952, tiempo en el que se ocupó de dirigir la Orquesta de Valencia. Posteriormente, trabajó para la Radio Libre de Berlín (1954-1958).

## Orquesta de Cámara de Berlín
Fundada por Benda en 1932. Compuesta por grandes solistas individuales, se hizo famosa por su virtuosismo. Su concertino fue Vittorio Brero. La orquesta, dirigida por Benda, hizo numerosas giras internacionales por todo el mundo. A partir de 1941 tocó abundantemente en España, en diferentes capitales (Barcelona, Madrid, Burgos...). La derrota alemana en la Segunda Guerra Mundial significó la disolución de la orquesta. En la década de 1950 reorganizó la orquesta y con este nuevo conjunto, de características similares al original, volvió a hacer giras internacionales.

## Vida personal
Benda se casó con la violinista finlandesa Karin Rosander.

## Grabaciones discográficas
Benda hizo numerosas grabaciones entre la década de 1930 y 1968. Entre otros compositores, dejó versiones de Johann Sebastian y Carl Philipp Emmanuel Bach, , Vivaldi, Haendel, Haydn, Leopold y Wolfgang Amadeus Mozart, Schubert, Dvořák, Respighi, Federico el Grande, Johann Adolf Hasse, Johann Joachim Quantz, Carl Heinrich Graun y también de su antepasado Georg Benda.

## Condecoraciones
En España recibió la Orden Civil de Alfonso X el Sabio.